# Philippe de Vitry

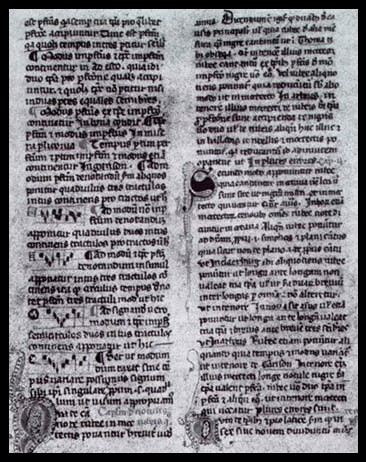
En sida ur Philippe de Vitrys Ars nova.

Philippe de Vitry, född 31 oktober 1291, död 9 juni 1361, var en fransk kompositör, musikteoretiker och poet. Han var en produktiv, innovativ och inflytelserik kompositör och är omnämnd som en möjlig författare till Ars Nova.

## Uppväxt
Det finns inte mycket information om de Vitrys uppväxt. En del medeltida källor hävdar att han föddes i regionen Champagne, men senare tids forskning antyder att han kan ha kommit från Vitry-en-Artois ca 20 km norr om Arras .

## Utbildning och karriär
de Vitry omnämns i handlingarna ofta som "Magister" och man tror därför att han kan ha studerat vid Universitetet i Paris. Han blev så småningom en betydelsefull person inom hovet under kungarna Karl IV, Filip VI och Johan II. Han arbetade här som sekreterare och rådgivare. Genom att på detta sätt fått goda förbindelser med Huset Bourbon satt han med som kanik i flera domkapitel, bland annat Clermont, Beauvais och Paris. Under en tid arbetade han vid motpåvens stab i Avignon, inledningsvis hos Clemens VI. Förutom denna karriär var han även soldat och diplomat. Som det förra deltog han i belägrningen av Aiguillon 1346. År 1351 blev han biskop av Meaux, öster om Paris. 
de Vitry rörde sig i de alla främsta kretsarna inom politik och konst samt i kyrkliga kretsar. Han ver bekant med många samtida och betydelsefulla personer, däribland Francesco Petrarca och den berömde matematikern, filosofen och musikteoretikern Nicole Oresme.

## de Vitry som musikteoretiker och kompositör
Som musikteoretiker är de Vitry mest känd som författaren till Ars Nova (1322). Det är en avhandling om musik och kom att ge namn åt hela den samtida musikstilen. Även om det på senare tid ifrågasatts om de Vitry verkligen är verkets författare och till och med själva förekomsten av dokumentet, har en handfull av hans musikaliska verk överlevt. Hans verk visar därvid på nya innovationer inom musiknotation, särskilt inom mensuralnotskrift och rytmik för vilket han blev känd redan inom ett århundrade efter dess påbörjande. Genom ett antal motetter som de Vitry anses ha skrivit för Roman de Fauvel är de Vitrys upphovsmannaskap visserligen inte styrkt annat än stilmässigt, men anses som särskilt viktiga eftersom de kom att möjliggöra de kommande hundra årens friare och mycket komplexa musik som till slut kulminerade i Ars subtilior. På sätt och vis kan man hävda att moderna tiders rytmik började med Ars nova eftersom musiken anses ha "brutit sig loss" från äldre tiders modala rytmer, det vill säga från scheman som upprepades utan att föras till notskrift. Moderna tidets notskrift har sin motsvarighet i mensuralnotskrift som i sin tur har sitt ursprung i Ars Nova.

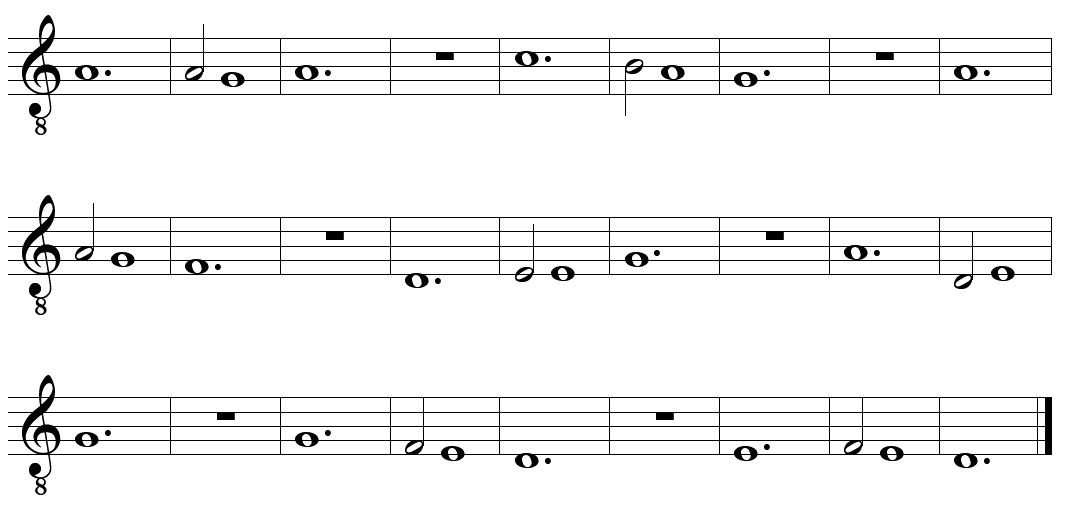
En isorytmisk tenorstämma från den första delen av Kyrie i Guillaume de Machauts Messe de Nostre Dame (ca 1360). En color om 28 noter är arrangerat i ett fyrtons talea-mönster som upprepas sju gånger.

de Vitry skall ha skrivit chansons och motetter, men endast några av hans motetter har överlevt till idag. Varje motett är anmärkningsvärt individuell och tycks utforska en unik strukturell teori. de Vitry får ofta också äran för att ha utvecklat isorytmiken. Isorytmik är en sentens som upprepar samma rytm och tonhöjd, men på ett överlappande snarare än ett korresponderande sätt till exempel genom att en sentens av trettio noter kan innehålla fem repetitioner av en melodislinga om sex toner och sex repetitioner av en melodislinga om fem toner.
Fem av de Vitrys motetter har bevarats i Roman de Fauvel och ytterligare nio finns i Ivrea Codex.
de Vitry sågs av samtiden som den främste bland musiker och Petrarca skrev en glödande hyllnung till honom: ... han är den störste filosofen och sanningssökaren i vår tid.

## Översättning
Den här artikeln är helt eller delvis baserad på material från engelskspråkiga Wikipedia.